# Agnes Ballard

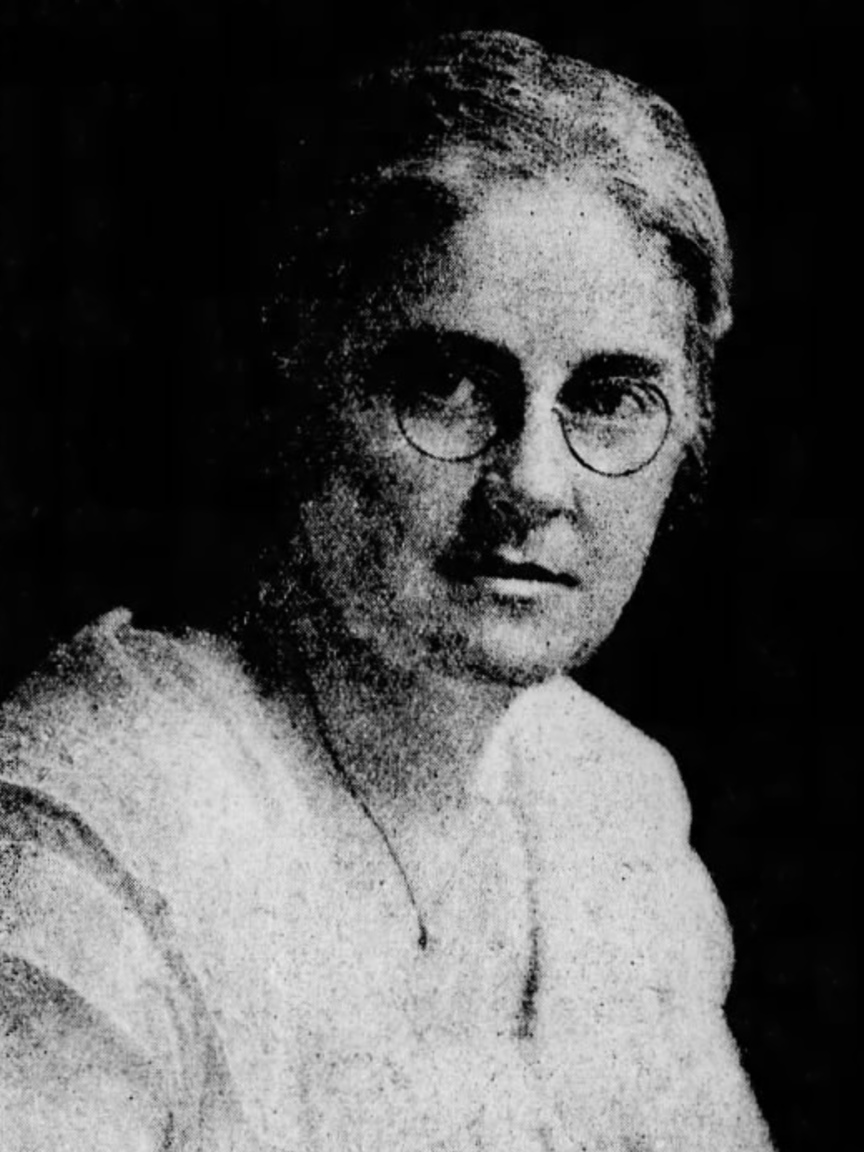
Agnes Ballard

Agnes L. Ballard (* 14. September 1877 im Worcester County (Massachusetts), Massachusetts; † 24. November 1969 in West Palm Beach, Florida, USA) war eine US-amerikanische Architektin und Pädagogin. Sie war die erste eingetragene Architektin in Florida und die sechste Frau, die in das American Institute of Architects aufgenommen wurde.

## Leben und Werk
Ballard war eines von drei Kindern von Dana L. Ballard und Jane R. Carpenter. Sie besuchte öffentliche Schulen in Worcester, Massachusetts und 1902 das Wellesley College. 1905 erhielt sie ihren Abschluss an der Massachusetts State Normal School at Worcester. Anschließend unterrichtete sie als Lehrerin in Palmer, Michigan, und zog 1906 nach West Palm Beach, wo sie als Lehrerin für Geographie, Biologie und Chemie an der Palm Beach High School unterrichtete. 1908 arbeitete sie an der Grace Lainharts Privatschule, wo sie Latein und Mathematik unterrichtete. 1910 zog sie nach White Plains (New York), kehrte aber wegen des kühlen Wetters wieder nach Florida zurück, um in St. Augustine (Florida) zu unterrichten.

## Architektin in Florida

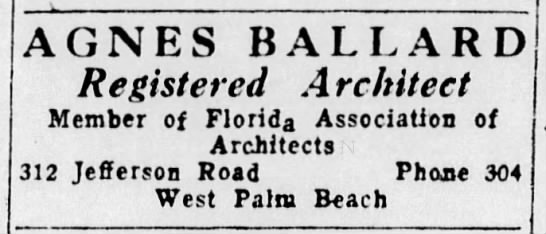
Eine Zeitungsanzeige von 1916 für Ballards Geschäft

Da sie Architektur lernen wollte, was in Florida nicht möglich war, zog sie 1911 als Sekretärin nach La Crosse (Wisconsin), um in dem Architekturbüro Percy Dwight Butler Architektur zu studieren.  1914 kehrte sie nach West Palm Beach zurück und wurde 1915 laut dem Bericht des Secretary of the State of Florida die erste registrierte Architektin im Bundesstaat Florida und war eine von 82 registrierten Architekten im Staat. 1916 wurde sie die sechste Frau, der die Mitgliedschaft im American Institute of Architects gewährt wurde.
Zu Beginn ihrer Tätigkeit als Architektin nutzte sie ihr Zuhause als Büro und Atelier.  Sie lernte den Architekten Addison Mizner kennen und zusammen mit ihm gründete sie einen Architektenclub mit Mizner als Präsident und ihr als Sekretärin.

## Superintendent für öffentliche Schulen

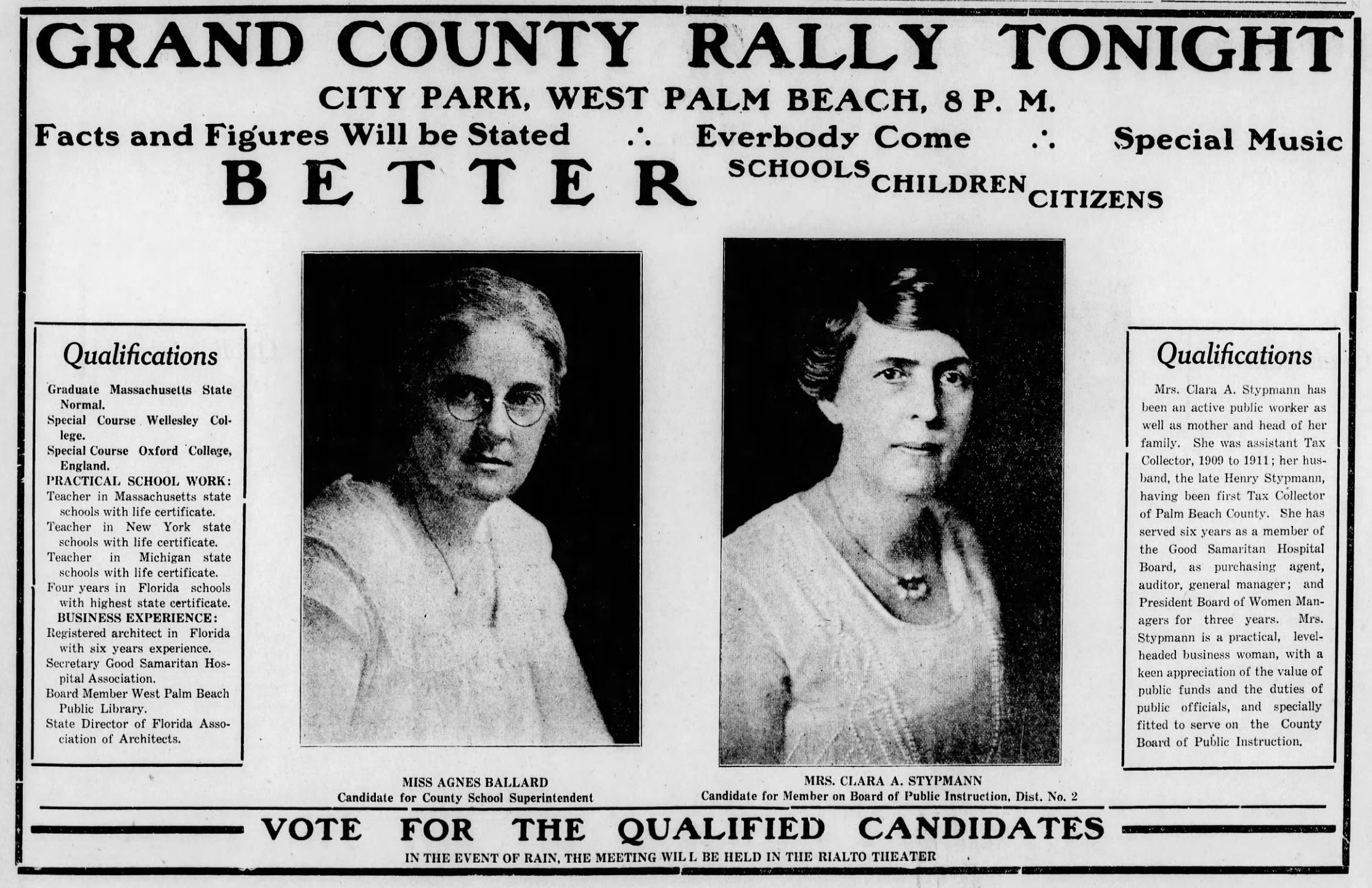
29. Oktober 1920, Wahlkampfwerbung

Am 18. August 1920 wurde der 19. Zusatzartikel zur Verfassung der Vereinigten Staaten ratifiziert, der das Frauenwahlrecht gewährte. Frauen konnten nicht nur wählen, sondern auch für öffentliche Ämter kandidieren. Ballard kandidierte für die Position des Superintendent of Public Instruction von Palm Beach County und Clara Stypmann für den Schulvorstand. Die League of Women Voters unterstützte Ballard und Stypmann und hielt Kundgebungen ab, um Frauen zur Wahl zu bewegen. Beide Kandidatinnen gewannen ihre Wahlen und gehörten zu den ersten Frauen, die in Florida in öffentliche Ämter gewählt wurden.  Ballard trat ihr Amt am 4. Januar 1921 an. 
Während ihrer Amtszeit wurde sie zur Vorsitzenden des bürgerlichen Verbesserungsausschusses der Florida Association of Architects ernannt.  Unter den Bauprojekten, die unter ihr begonnen wurden, war eine Berufsschule in Canal Point, die für die damals hohe Summe von 8.000 US-Dollar gebaut wurde. Sie wurde zur Präsidentin der Royal Palm Educational Association gewählt, einer Allianz der Schulbezirke von drei Florida Countys.

## Spätere Karriere
1924 beschloss sie, sich nicht mehr für das Amt des Superintendenten zu kandidieren, um mehr Zeit als Architektin zu verbringen. 1925 sah sie mit dem damaligen Landboom die Möglichkeit, mit Immobilien Geld zu verdienen. Mit ihrem Verdienst unternahm sie 1926 und 1928 ausgedehnte Reisen nach Europa. Da in der Weltwirtschaftskrise Architekten kaum Arbeitsmöglichkeiten fanden, nahm sie 1933 einen Lehrauftrag an der Conniston Road School an. Von 1934 bis 1947 unterrichtete sie  an der Palm Beach Elementary School.  Neben Englisch und Latein sprach sie Französisch, Spanisch, Italienisch, Deutsch und Russisch. 1936 setzte sie ihre Lehrerausbildung während des Sommers in Gainesville (Florida) fort und im August 1936 verlieh ihr die University of Florida einen Bachelor of Arts in Pädagogik.  
1947 begann sie wieder sich der Architektur zu widmen und beschäftigte zwei Zeichner. Sie entwarf Häuser und  unterrichtete technische Zeichenkurse an der High School. 1957 zog sie sich aus ihrem Architekturbüro zurück und kandidierte im Alter von 80 Jahren erneut für den Schulvorstand, scheiterte jedoch mit diesem Versuch.
Sie starb im Alter von 92 Jahren in West Palm Beach.
Eines der von ihr entworfenen Häuser in Palm Beach wurde 2009 abgerissen. Über ihre Entwürfe in Palm Beach County gibt es keine detaillierten Aufzeichnungen. Viele von Ballards architektonischen Werken sind heute nicht mehr erhalten oder werden nicht als ihre Werke aufgeführt.
Nachdem ein lokaler Artikel ihre vergessene Geschichte aufzeichnete, stimmte das Florida Chapter des American Institute of Architects im Juli 2016 dafür, ihr eine posthume Auszeichnung zu verleihen. 

## Bauten (Auswahl)
- 1952: 411 26th Street, Grundstück im Old Northwood Historic District in West Palm Beach
- 1953: Palm Beach House, 1988 renoviert von dem Bildhauer John Raimondi[2]
- 1955: Lund House bei 3410 Poinsettia Ave, West Palm Beach[3]